# Ernesto Herrera
Ernesto Herrera, detto Boy (Samboan, 11 settembre 1942 – Makati, 29 ottobre 2015), è stato un politico e avvocato filippino.
Fu membro del Senato delle Filippine dal 1987 al 1998. Successivamente fu eletto nella Camera dei rappresentanti, ricoprendo tale carica sino al 2001.

## Biografia
Ernesto F. Herrera nacque a Samboan, nella provincia di Cebu, l'11 settembre 1942.
Si spense il 29 ottobre 2015 per un arresto cardiaco al Makati Medical Center, dove era ricoverato da tempo.